# Friedrich Rapp
Friedrich Rapp (* 31. Januar 1932 in Groß-Zimmern; † 15. September 2024 in Dortmund) war ein deutscher Philosoph und Hochschullehrer. Seine Schwerpunkte waren vor allem die Technikphilosophie, die Theorie des Fortschritts und die zeitgenössische Philosophie.

## Leben
Rapp studierte zunächst Physik und Mathematik an der TH Darmstadt und schloss dieses Studium 1959 mit dem Staatsexamen ab. In Fribourg (Schweiz) studierte er anschließend Philosophie und promovierte dort 1966 bei Kurt Hübner, dessen Assistent er war. 1972 habilitierte er sich für das Fach Philosophie an der TU Berlin und war dort Professor für Philosophie bis 1985. Von 1985 bis 1997 war er Lehrstuhlinhaber für Philosophie an der Universität Dortmund.

## Veröffentlichungen (Auswahl)
- Gesetz und Determination in der Sowjetphilosophie. Dordrecht Reidel, 1968.
- Analytische Technikphilosophie. Alber, Freiburg i.Br./München 1978, ISBN 3-495-47385-8. Englisch 1980, Spanisch 1981, Chinesisch 1986.
- Fortschritt. Entwicklung und Sinngehalt einer philosophischen Idee. Wissenschaftliche Buchgesellschaft, Darmstadt 1992.
- Die Dynamik der modernen Welt. Eine Einführung in die Technikphilosophie. Hamburg, Junius 1994.
- Analysen zum Verständnis der modernen Welt. Wissenschaft – Metaphysik – Technik. Alber, Freiburg i.Br./München 2012, ISBN 978-3-495-48546-0.